# The Chronological Classics: Chick Webb and His Orchestra 1929-1934
| Recensione | Giudizio |
| ---------- | -------- |
| AllMusic   | [ 1 ]    |

The Chronological Classics: Chick Webb and His Orchestra 1929-1934 è una raccolta antologica del musicista statunitense Chick Webb, pubblicato nel 1990.

## Descrizione
Il disco è stato pubblicato in Francia, in formato CD, dall'etichetta discografica Classics Records, con numero di catalogo Classics 502.

## Tracce
1. Dog Bottom – 2:35 (Chick Webb) – Registrato il 14 giugno 1929 a New York
2. Jungle Mama – 3:10 (Chick Webb) – Registrato il 27 giugno 1929 a New York
3. Heebie Jeebies – 3:06 (Boyd Atkins) – Registrato il 30 marzo 1931 a New York
4. Blues in My Heart – 3:05 (Autore sconosciuto) – Registrato il 30 marzo 1931 a New York
5. Soft and Sweet – 3:04 (Edgar Sampson) – Registrato il 30 marzo 1931 a New York
6. On the Sunny Side of the Street – 2:55 (Dorothy Fields, Jimmy McHugh) – Registrato il 20 dicembre 1933 a New York
7. Darktown Strutters' Ball – 2:48 (Shelton Brooks) – Registrato il 20 dicembre 1933 a New York
8. When Dreams Come True – 3:20 (Irving Mills, Edgar Sampson, Benny Goodman) – Registrato il 15 gennaio 1934 a New York
9. Let's Get Together – 3:00 (Chick Webb) – Registrato il 15 gennaio 1934 a New York
10. I Can't Dance I Got Ants in My Pants – 2:55 (Lee Gaines, Clarence Williams) – Registrato il 9 maggio 1934 a New York
11. Imagination – 3:51 (Jimmy Van Heusen) – Registrato il 9 maggio 1934 a New York
12. Why Should I Beg for Love – 3:02 (Edgar Sampson) – Registrato il 18 maggio 1934 a New York
13. Stompin' at the Savoy – 3:10 (Edgar Sampson, Benny Goodman, Andy Razaf, Chick Webb) – Registrato il 18 maggio 1934 a New York
14. Blue Minor – 2:50 (Edgar Sampson) – Registrato il 6 luglio 1934 a New York
15. True – 2:41 (Edgar Sampson) – Registrato il 6 luglio 1934 a New York
16. Lonesome Moments – 2:45 (Edgar Sampson, Chick Webb) – Registrato il 6 luglio 1934 a New York
17. If It Ain't Love – 2:57 (Andy Razaf, Don Redman, Fats Waller) – Registrato il 6 luglio 1934 a New York
18. That Rhythm Man – 2:53 (Andy Razaf, Fats Waller, Harry Brooks) – Registrato il 10 settembre 1934 a New York
19. On the Sunny Side of the Street – 2:48 (Dorothy Fields, Jimmy McHugh) – Registrato il 10 settembre 1934 a New York
20. Lona – 2:47 (Mario Bauza) – Registrato il 10 settembre 1934 a New York
21. Blue Minor – 3:02 (Edgar Sampson) – Registrato il 10 settembre 1934 a New York
22. It's All Over Because We're Through – 3:14 (Willie Bryant) – Registrato il 19 novembre 1934 a New York
23. Don't Be That Way – 2:35 (Edgar Sampson) – Registrato il 19 novembre 1934 a New York
24. What a Shuffle – 3:02 (Don Kirkpatrick) – Registrato il 19 novembre 1934 a New York
25. Blue You – 3:02 (Irving Mills, Edgar Sampson) – Registrato il 19 novembre 1934 a New York

Durata totale: 74:37

## Musicisti

### The Jungle Band
- Chick Webb - batteria (solo nel brano: Dog Bottom)
- Ward Pinkett - tromba
- Ward Pinkett - voce (solo nel brano: Dog Bottom)
- Edwin Swayzee - tromba
- Robert Horton - trombone
- Hilton Jefferson - clarinetto, sassofono alto
- Louis Jordan - clarinetto, sassofono alto
- Elmer Williams - clarinetto, sassofono tenore
- Don Kirkpatrick - pianoforte
- John Trueheart - banjo, chitarra
- Elmer James - contrabbasso

### Chick Webb and His Orchestra
- Chick Webb - batteria, direttore orchestra
- Shelton Hemphill - tromba
- Louis Hunt - tromba
- Louis Bacon - tromba
- Louis Bacon - voce (brano: Blues in My Heart)
- Jimmy Harrison - trombone
- Benny Carter - clarinetto, sassofono alto, arrangiamenti
- Hilton Jefferson - clarinetto, sassofono alto
- Elmer Williams - clarinetto, sassofono tenore
- Don Kirkpatrick - pianoforte
- John Trueheart - banjo, chitarra
- Elmer James - contrabbasso, sb

### Chick Webb's Savoy Orchestra
- Chick Webb - batteria, direttore orchestra
- Mario Bauza - tromba
- Reunald Jones - tromba
- Taft Jordan - tromba
- Taft Jordan - voce (brani: On the Sunny Side of the Street, I Can't Dance (I Got Ants in My Pants) e Why Should I Beg for Love?)
- Sandy Williams - trombone
- Pete Clark - sassofono alto
- Edgar Sampson - sassofono alto
- Edgar Sampson - arrangiamenti (brani: Let's Get Together e Why Should I Beg for Love?)
- Edgar Sampson - voce (brano: Why Should I Beg for Love?)
- Elmer Williams - sassofono tenore
- Joe Steele - pianoforte
- John Trueheart - banjo, chitarra
- John Kirby - contrabbasso
- Chuck Richards - voce (brano: Imagination)

- Chick Webb - batteria, direttore orchestra
- Mario Bauza - tromba
- Boddy Stark - tromba
- Taft Jordan - tromba
- Sandy Williams - trombone
- Fernando Arbello - trombone
- Pete Clark - sassofono alto
- Edgar Sampson - sassofono alto
- Edgar Sampson - arrangiamenti (brani: Blue Minor e Lonesome Moments)
- Elmer Williams - sassofono tenore
- Wayman Carver - sassofono tenore, flauto
- Joe Steele - pianoforte
- John Trueheart - banjo, chitarra
- John Kirby - contrabbasso
- Charles Linton - voce (brani: True e If Ain't Love)

### Chick Webb and His Orchestra
- Chick Webb - batteria, direttore orchestra
- Mario Bauza - tromba
- Boddy Stark - tromba
- Taft Jordan - tromba
- Taft Jordan - voce (brani: That Rhythm Man, On the Sunny Side of the Street e It's All Over Because We're Through)
- Sandy Williams - trombone
- Claude Jones - trombone
- Pete Clark - sassofono alto
- Edgar Sampson - sassofono alto
- Edgar Sampson - arrangiamenti (brani: Lona, Blue Minor e What a Shuffle)
- Elmer Williams - sassofono tenore
- Wayman Carver - sassofono tenore, flauto
- Don Kirkpatrick - pianoforte
- John Trueheart - banjo, chitarra
- John Kirby - contrabbasso